# (13118) La Harpe
(13118) La Harpe ist ein Asteroid des Hauptgürtels, der am 20. Oktober 1993 vom belgischen Astronomen Eric Walter Elst am La-Silla-Observatorium (IAU-Code 809) der Europäischen Südsternwarte in Chile entdeckt wurde.
Der Asteroid gehört zur Eos-Familie, einer Gruppe von Asteroiden, welche typischerweise große Halbachsen von 2,95 bis 3,1 AE aufweisen, nach innen begrenzt von der Kirkwoodlücke der 7:3-Resonanz mit Jupiter, sowie Bahnneigungen zwischen 8° und 12°. Die Gruppe ist nach dem Asteroiden (221) Eos benannt. Es wird vermutet, dass die Familie vor mehr als einer Milliarde Jahren durch eine Kollision entstanden ist.
(13118) La Harpe wurde am 7. April 2005 nach dem französischen Kritiker und Dichter Jean-François de La Harpe (1739–1803)  benannt, der am 20. Juni 1776 in die Académie française aufgenommen wurde.